# Леончик, Андрей Иванович
Андре́й Ива́нович Лео́нчик (бел. Андрэй Іванавіч Лявончык; 2 января 1977, Минск, Белорусская ССР, СССР) — белорусский футболист, известный по выступлениям за солигорский «Шахтёр».

## Карьера
Воспитанник минской СДЮШОР «Динамо». Первый тренер — Ю. Погальников.
Профессиональную карьеру начал в «Динамо-Юни» в 1994 году. С 1999 года выступал в первой команде минского «Динамо». С 2001 года — игрок солигорского «Шахтёра». По окончании сезона 2014 года завершил игровую карьеру и перешёл на административную работу в клубе.
В 1999 году провёл два матча в составе молодёжной сборной Беларуси.
В мае 2018 года стал директором ФК «Шахтёр» (Солигорск). Оставался на должности до конца марта 2021 года.
В апреле 2022 года стал заместителем директора дзержинского «Арсенала».

## Достижения
- Чемпион Беларуси: 2005
- Серебряный призёр чемпионата Беларуси (4): 2010, 2011, 2012, 2013,
- Бронзовый призёр чемпионата Беларуси (6): 2000, 2002, 2004, 2006, 2007, 2014
- Обладатель Кубка Беларуси (2): 2003/2004, 2013/2014